# Cresmatoneta leucophthalma
Cresmatoneta leucophthalma är en spindelart som först beskrevs av Fage 1946.  Cresmatoneta leucophthalma ingår i släktet Cresmatoneta och familjen täckvävarspindlar. Inga underarter finns listade i Catalogue of Life.